# Malcolm X (film)
Malcolm X è un film del 1992 diretto da Spike Lee. È basato sull'Autobiografia di Malcolm X, scritta dal leader afroamericano con la collaborazione di Alex Haley. Quest'ultimo non vide il film ultimato, poiché morì il 10 febbraio 1992.
Per assistere alla prima del film Spike Lee invitò tutti gli afroamericani a scioperare e a marinare la scuola, dichiarando: «Vi insegnerò una parte di storia americana che finora è stata tenuta nascosta». Girato, oltre che negli Stati Uniti, in Egitto, Sudafrica e Arabia Saudita, è stato il primo film occidentale a presentare alcune sequenze ambientate alla Mecca, girate con il permesso di un tribunale islamico.
Nel 1993 il film ricevette due nomination agli Oscar: per il miglior attore protagonista (Denzel Washington) e per i costumi (Ruth Carter), e una ai Golden Globe (per il miglior attore in un film drammatico). Fu presentato in concorso al Festival internazionale del cinema di Berlino, dove Washington si aggiudicò il premio come miglior attore.

## Trama
Sui titoli di testa della pellicola una voce fuori campo chiama Malcolm X sul palco. Una volta arrivato, il leader afroamericano inizia il suo discorso:
Su queste parole una bandiera statunitense brucia, fino a diventare una gigantesca X. Intanto scorrono le immagini del pestaggio di Rodney King, avvenuto per mano di un gruppo di poliziotti bianchi nel 1991, che provocò una durissima rivolta nei ghetti afroamericani di Los Angeles.
Negli anni quaranta, in Michigan, il giovane Malcolm Little si fa chiamare Big Red, per via della sfumatura rossa dei suoi capelli, insolita per un afroamericano, di cui va molto fiero. Malcolm è figlio di Louise Little, una donna afroamericana dalla pelle molto chiara a causa del fatto che sua madre venne stuprata da un bianco. Il padre, Earl Little era un predicatore battista, ucciso dal Ku Klux Klan. Malcolm vuole somigliare a tutti i costi ad un bianco, e si fa stirare i capelli per ottenerlo. Con il suo miglior amico Shorty, Malcolm spaccia whisky di contrabbando, fa spesso uso di droghe, frequenta assiduamente prostitute e scommette clandestinamente. Grazie ai soldi guadagnati facilmente, Malcolm veste abiti sgargianti e frequenta locali alla moda. Ha due amanti: Laura, ragazza afroamericana di famiglia borghese, e Sophia, ragazza bianca un po' perversa.
Nel 1946 Malcolm viene arrestato e condannato a dieci anni di carcere. Soprannominato dagli altri detenuti Little Satan (piccolo Satana), sarà proprio in prigione che avverrà la sua trasformazione. Conosce infatti, tramite Baines, gli insegnamenti di Elijah Muhammad, un predicatore musulmano, e grazie ad esso riconquista il rispetto per la vita e l'orgoglio di essere afroamericano. Inizia a leggere molti libri, quindi un giorno s'inginocchia e alza il palmo delle mani in segno di sottomissione al volere di Allah. Ma "il molto onorevole Elijah Muhammad", come viene chiamato dai suoi adepti, oltre a insegnare ad aver rispetto per le proprie origini, educa anche all'odio verso «il diabolico uomo bianco con gli occhi azzurri, creato per essere un diavolo, per portare il caos sulla Terra».
Malcolm esce dal carcere nel 1952, tre anni prima della scadenza della pena, per buona condotta. Adesso è un uomo molto diverso: indossa gli occhiali perché è diventato miope a forza di leggere. Malcolm incontra Elijah Muhammad e diviene in breve tempo il suo portavoce, quindi inizia una campagna di proselitismo. Inoltre cambia il suo cognome, Little, con la X, in attesa che Muhammad gli dia un nome santo. Nel frattempo si sposa con Betty X, una devota di Muhammad.
Nel 1954 Malcolm viene nominato pastore del più importante tempio islamico di New York, la Moschea numero 7. In otto anni la Nation of Islam, grazie anche al lavoro di Malcolm, passa da 400 a 30.000 membri. Ma il successo sempre più forte di Malcolm X preoccupa l'FBI, che lo sorveglia già da un anno. Quando Elija Muhammad parte in pellegrinaggio per la Mecca, gli affida la direzione della Nation of Islam.

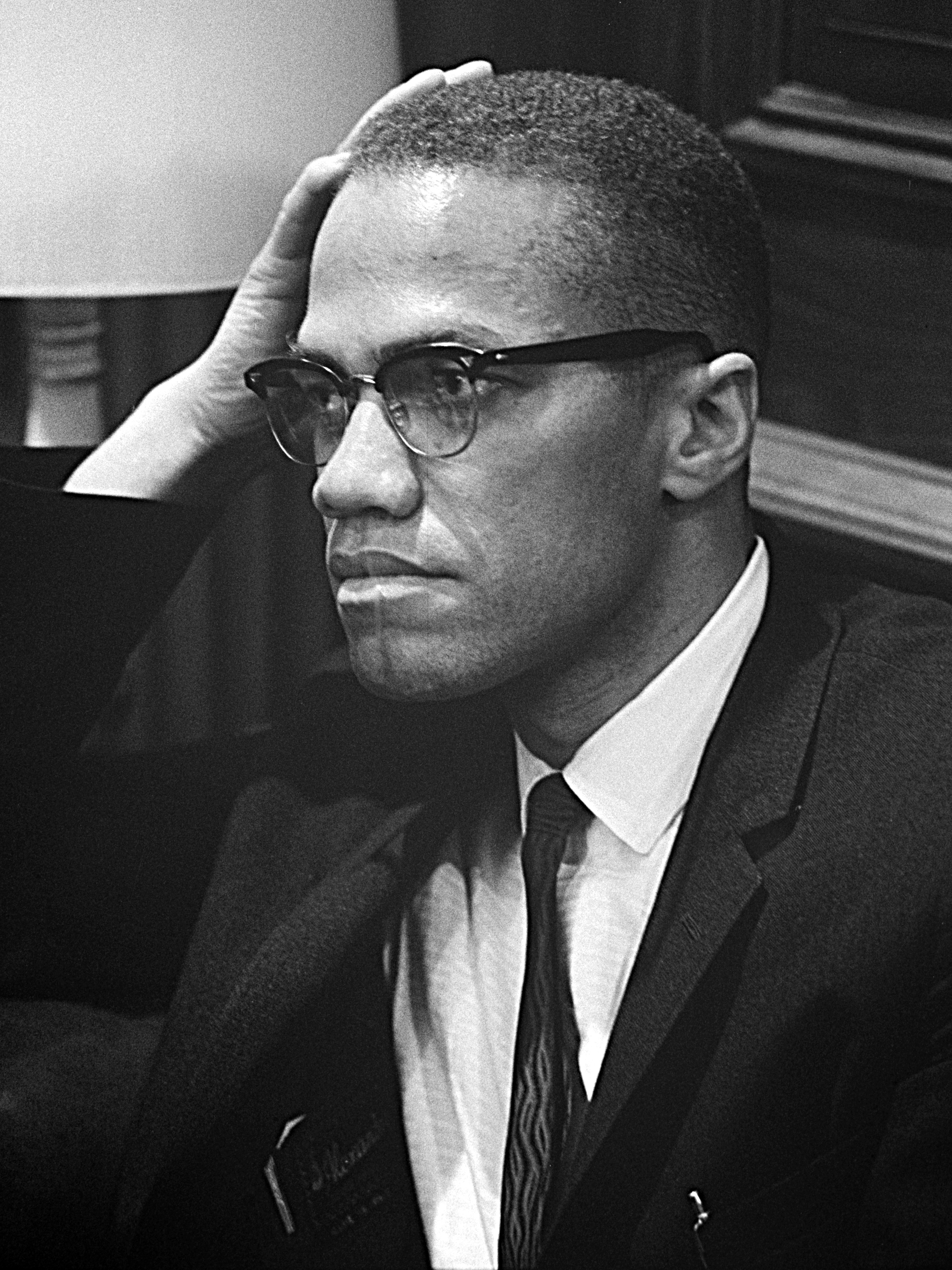
Il vero Malcolm X

Quando, nel 1963, John Fitzgerald Kennedy viene assassinato, Malcolm rilascia dichiarazioni dure e spietate («Quando i polli tornano a casa per farsi arrostire io non sono triste»), che provocano l'ira di Elijah Muhammad, che lo sgrida pubblicamente e gli impone il silenzio per 90 giorni. L'intervento di Muhammad è causato anche dalla paura, poiché Malcolm sta diventando troppo potente e troppo ben visto dalla comunità afroamericana. In realtà Muhammad conduce una doppia vita: predica la moralità, l'autodisciplina e il rispetto verso le donne, mentre di nascosto ha relazioni con varie donne. Malcolm si è sempre rifiutato di credere a queste voci, ma quando due giovanissime segretarie gli confessano di essere incinte del "molto onorevole Elijah Muhammad", lui si sente tradito.
Nell'aprile 1964 Malcolm compie il suo primo viaggio alla Mecca. Lì incontra uomini di tutte le razze, tutti uguali davanti ad Allah. Trascorre quelli che definisce «giorni di paradiso», fianco a fianco con «fratelli musulmani che hanno gli occhi più azzurri, i capelli più biondi e la pelle più bianca di tutti gli uomini bianchi che ho conosciuto».
Al suo ritorno negli Stati Uniti Malcolm è radicalmente cambiato, e afferma: «L'Islam è l'unica religione capace di cancellare il problema razziale dalla società». Cambia inoltre il suo nome in El-Hajj Malik El-Shabazz. Malcolm è pronto a fondare un proprio movimento politico, alternativo alla Nation of Islam. Il movimento si chiama Organizzazione dell'Unità Afroamericana ed è basato sull'idea dell'integrazione delle razze e delle culture. «Ci possono essere anche in America uomini bianchi sensibili alle idee dell'OUA, con cui poter collaborare». Dicendo questo Malcolm sa di rischiare la vita. Nel frattempo inizia a scrivere la sua autobiografia, insieme ad Alex Haley.
Il 14 febbraio è vittima di un attentato contro la sua casa, incendiata nottetempo. Il 21 febbraio 1965, a New York, l'OUA organizza una grande manifestazione. La sala è gremita. In prima fila ci sono Betty e i figli di Malcolm. Lui sale sul palco, saluta i presenti e quando sta per iniziare il suo discorso viene colpito da una serie di proiettili. Cade a terra, colpito a morte da sedici colpi di fucile, mentre la folla è nel panico.

La voce di Ossie Davis recita l'elogio funebre di Malcolm X. In Sudafrica, nel 1992, uomini, donne e bambini indossano dei cappellini con al centro una grande X e urlano «Io sono Malcolm X!», mentre Nelson Mandela dichiara: 

quindi viene interrotto dalla vera voce di Malcolm X, che conclude: 

## Produzione

### Concept
La prima parte del film, che racconta la gioventù di Malcolm X, è simile a un musical: la fotografia presenta dei colori molto accesi e vi sono molte scene di ballo, che ricordano lo stile di Spettacolo di varietà, diretto da Vincente Minnelli nel 1953.
La seconda parte del film racconta la prigionia di Malcolm X e i toni si fanno cupi, con la presenza dominante dei colori grigio, bianco e blu. Lo scenografo Wynn Thomas ha dichiarato: «In quel periodo Malcolm rinasce spiritualmente. Abbiamo tolto tutto il colore della sua vita precedente e il risultato è che la prigione è trattata monocromaticamente: molti grigi, bianchi e blu».
La terza parte narra la presa di coscienza di Malcolm X, ed è visualizzata con l'ausilio di colori prevalentemente marroni, verdi e beige.

### Regia
Il progetto di realizzare un film tratto dall'Autobiografia di Malcolm X era presente nelle intenzioni della Warner Bros. già dalla fine degli anni sessanta. I diritti sull'autobiografia di Malcolm X erano stati infatti ceduti da Betty Shabazz a Marvin Worth nel 1967.
Nel 1969 lo scrittore afroamericano James Baldwin, che aveva conosciuto personalmente Malcolm X, iniziò a scrivere una sceneggiatura, che però non portò mai a termine. In seguito lo stesso incarico fu assegnato allo scrittore Calder Willingham, che per motivi mai chiariti dovette rinunciare. Negli anni successivi anche i vincitori del Premio Pulitzer David Mamet e Charles Fuller avevano tentato di scrivere una sceneggiatura, ma senza successo.

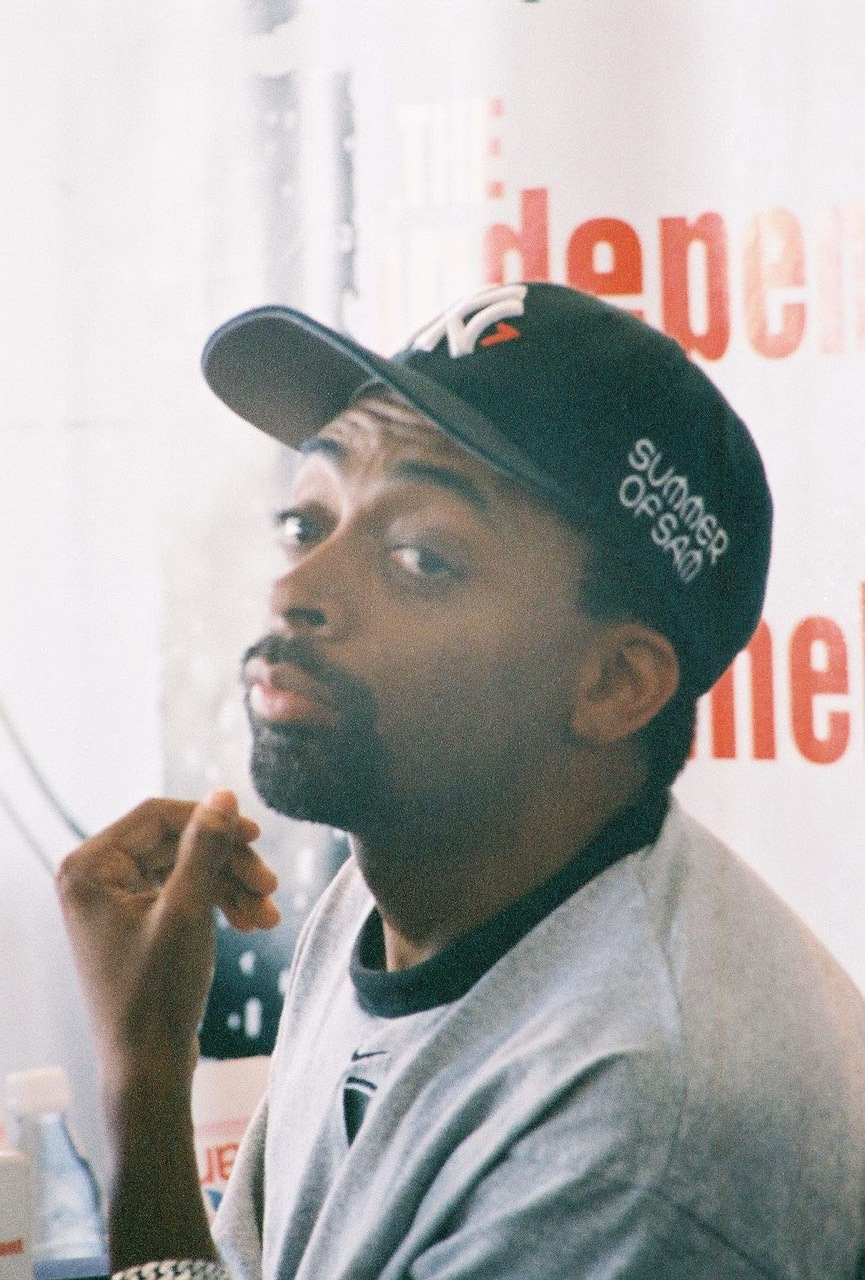
Spike Lee

Il progetto quindi si arenò, fino al 1987, anno in cui Spike Lee proclamò sul suo diario l'intenzione di realizzare un film basato sull'autobiografia di Malcolm X. Nel 1990, quando Lee era impegnato nella post-produzione di Jungle Fever, seppe che Norman Jewison, regista canadese, aveva accettato di dirigere il film. Lee iniziò così una vera e propria battaglia personale contro Jewison. In una lettera aperta al New York Times il regista afroamericano scrisse che i conoscenti ancora in vita del leader afroamericano si sarebbero sicuramente rifiutati di collaborare con un regista bianco. Nell'aprile di quell'anno il drammaturgo August Wilson intervenne nella polemica, dichiarando che solo un regista afroamericano avrebbe potuto girare un film degno dell'opera di Malcolm X. Ne seguì una serie di polemiche, che indussero Jewison a rinunciare al progetto, non prima di aver dichiarato che le parole dette da Spike Lee erano dichiarazioni di apartheid.
Ma non tutti furono d'accordo sul fatto che la regia del film fosse affidata a Spike Lee. Il 22 novembre 1992 il "Fronte unito per la tutela della memoria di Malcolm X e della Rivoluzione culturale" contestò la sua nomina, tramite una lettera aperta al Washington Post, che accusava il regista di aver diretto dei film nei quali il ritratto degli afroamericani era caricaturale. A capo del gruppo c'era il poeta afroamericano Amiri Baraka, uno dei nomi più noti della controcultura afroamericana. Baraka era il padre della collaboratrice e amica di Spike Lee, Lisa Jones. Questo creò tensione ed imbarazzo tra i due. Baraka tentò un boicottaggio della pellicola, sostenendo che Lee fosse un regista troppo commerciale, e accusandolo di far parte di una grande cospirazione del governo per addossare agli afroamericani la colpa dell'omicidio di Malcolm X. Lee difese i cambiamenti che apportò, rispetto al libro, così: «Non abbiamo riscritto la storia. È ampiamente provato che gli attentatori appartenevano ad una moschea di Newark. Nei titoli di coda si leggono anche i loro nomi. È anche vero che l'F.B.I. ha esacerbato gli animi, spingendo i membri delle Pantere Nere a scagliarsi contro la Nation of Islam». Inoltre anche l'attore Laurence Fishburne, che aveva lavorato con Lee per Aule turbolente, dichiarò che Norman Jewison era un regista migliore di Lee, e che avrebbe fatto sicuramente un ottimo lavoro.
Nonostante queste critiche Spike Lee ebbe finalmente il via libera e iniziò a dedicarsi al progetto. Dovette però affrontare una lunga trattativa con la Warner, inerente al budget della pellicola e la sua durata. La Warner stabilì inizialmente un budget di venti milioni di dollari, cifra molto lontana dai trentatré milioni calcolati da Spike Lee per realizzare un film della durata di oltre tre ore. La Warner allora propose a Lee di girare un film più corto, ma il regista fu inamovibile, in quanto voleva che Malcolm X durasse almeno quanto JFK - Un caso ancora aperto, diretto da Oliver Stone nel 1991 e prodotto dalla Warner. «In quel periodo Stone stava affrontando la post produzione del suo film. La Warner sosteneva che il suo film sarebbe durato solo due ore. Allora telefonai personalmente ad Oliver e gli chiesi: 'Quanto dura il tuo film?' E lui: 'Tre ore, ma non dire alla Warner che te l'ho detto io...'». Lee dichiarò che per la Warner i neri non contavano niente, e iniziò a chiamare lo studio "la piantagione".
Il 25 luglio 1991 Spike Lee incontrò a Chicago il reverendo Louis Farrakhan, leader della Nation of Islam, per documentarsi sull'omicidio di Malcolm X. Alcune fonti suggeriscono l'ipotesi che il reverendo sia stato coinvolto nell'uccisione di Malcolm X, ma lui disse a Spike Lee che la Nation of Islam non c'entrava assolutamente niente con l'assassinio, mettendo inoltre in dubbio la metamorfosi di Malcolm dopo il viaggio alla Mecca.
Sul set del film le pressioni della Nation of Islam furono molto forti: l'attore Giancarlo Esposito, che ha interpretato uno degli assassini di Malcolm X, ha raccontato che i membri del Fruit of Islam, il reparto di sicurezza della Nation of Islam, ripetevano a coloro che interpretavano il ruolo degli assassini che l'omicidio di Malcolm X era il risultato di un complotto. Per il sociologo Stanley Crouch le pressioni di Farrakhan hanno privato il film di alcuni momenti più importanti dell'autobiografia: «Non riesco a immaginare una scena più straordinaria di quella narrata nel libro, in cui Malcolm fa visita a Muhammad in Arizona, e lui gli dice esplicitamente di aver ingravidato molte donne, e di averlo fatto per realizzare una profezia. Sarebbe stato un momento classico, soprattutto con quei due attori. Ma la Nation of Islam non avrebbe apprezzato...».

### Sceneggiatura

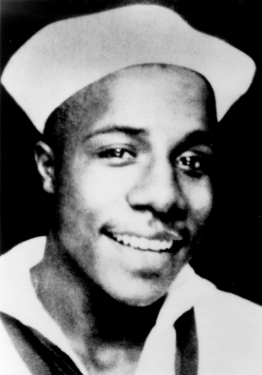
Alex Haley, coautore dell'autobiografia di Malcolm X e sceneggiatore del film

Preso in mano il film, Spike Lee iniziò a dedicarsi alla sceneggiatura. Come prima cosa rinunciò alla collaborazione di Charles Fuller, lo sceneggiatore che Jewison aveva scelto. Fuller in seguito accusò Lee di razzismo, e di lavorare in un clima da apartheid. Lee scartò anche la versione di David Mamet, scritta per Sidney Lumet, giudicandola troppo televisiva.
Alla fine, Lee riprese in considerazione la vecchia sceneggiatura di James Baldwin, scritta insieme ad Arnold Perl. Nei titoli del film il nome di Baldwin non viene citato, in quanto la sorella dello scrittore, titolare dei suoi diritti, richiese formalmente che non venisse incluso.
Lee voleva portare sullo schermo la complessità di Malcolm X, l'evoluzione del suo pensiero e della sua vita. «Malcolm X è stato tre, quattro o cinque persone diverse e questo è quello che vogliamo mostrare», dichiarò. La storia del film venne così divisa in quattro parti: la prima, che narra della gioventù del futuro leader (della durata di 58 minuti), la seconda che tratta del periodo passato in carcere (della durata di 24 minuti), la terza dedicata all'impegno sociale, religioso e politico (della durata di 70 minuti) e la quarta che ne racconta i tentativi di omicidio e infine l'omicidio (della durata di 30 minuti). Nella stesura della sceneggiatura fu coinvolta anche Betty Shabazz, la vedova di Malcolm.

### Cast
Spike Lee volle che tutti gli attori si sottoponessero ad un provino, compresi coloro che avevano già lavorato con lui. Tra gli attori che si presentarono ai provini vi furono anche Pamela Anderson e Wesley Snipes.

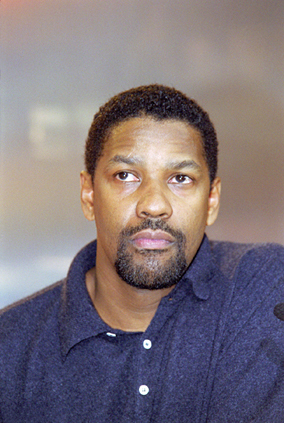
Denzel Washington interpreta Malcolm X

Il solo attore sicuro di avere una parte nel film era Denzel Washington, che aveva già lavorato con Lee per Mo' Better Blues. Inoltre Lee aveva visto l'attore recitare in teatro nello spettacolo intitolato When the Chickens Come Home To Roost, titolo ispirato alla frase detta da Malcolm il giorno in cui Kennedy fu assassinato. Le recensioni dello spettacolo furono ottime e i critici lodarono l'interpretazione di Washington. Così l'attore, nonostante abbia la pelle e i capelli molto più scuri di Malcolm, fu scelto per interpretare il leader afroamericano. Washington si calò completamente nella parte, abolendo l'alcol dalla sua dieta. Inoltre fece molte settimane di digiuno, lesse il Corano e andò a letto presto ogni sera per tutto il periodo delle riprese. «Da lui irradia l'aura di Malcolm X», dichiarò entusiasta Spike Lee.
Lee voleva lavorare assolutamente con Samuel L. Jackson, ma l'attore non accettò poiché non si trovò un accordo sul compenso. Lee rimase molto male del rifiuto, perché Jackson non accettò una parte nel suo film per interpretare invece White Sands - Tracce nella sabbia, con Mickey Rourke, «un film che non ricorda nessuno», dichiarò il regista.
Per il ruolo di West Indian Archie la parte era stata offerta inizialmente a Delroy Lindo, ma Lee non aveva ufficializzato la cosa. Lindo, preoccupato, scoprì che la parte fu offerta successivamente a Sidney Poitier, che però rifiutò. Il ruolo così fu suo.

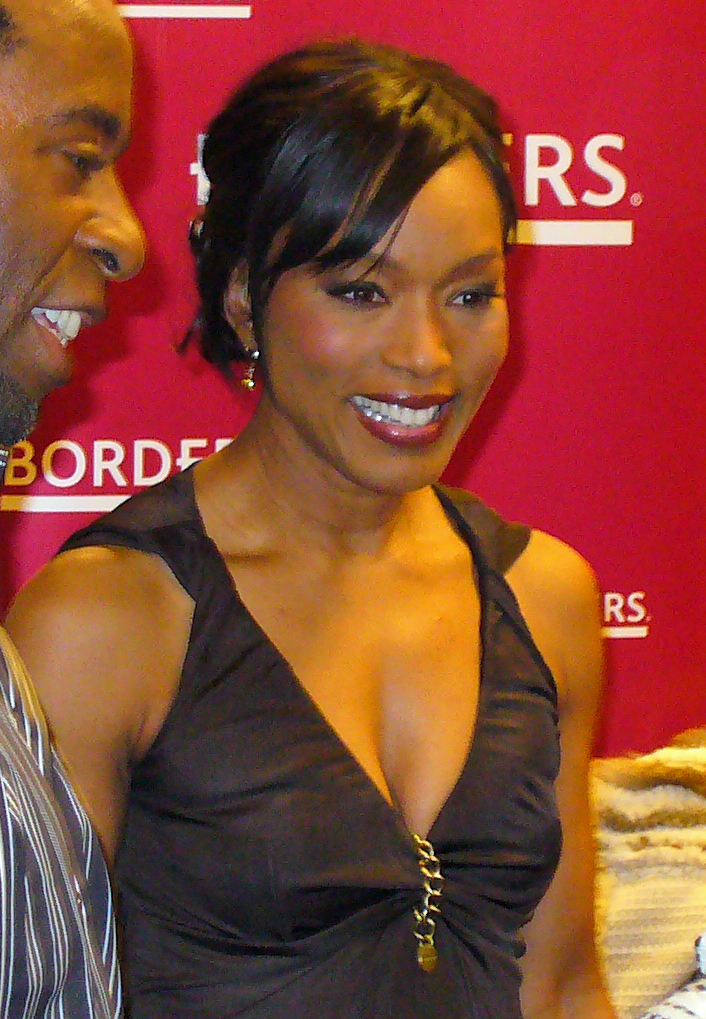
Angela Bassett interpreta Betty Shabazz

Spike Lee scelse per sé il ruolo di Shorty, miglior amico del giovane Malcolm. La madre di Malcolm fu interpretata da Lonette McKee, che aveva interpretato Jungle Fever, mentre Angela Bassett fu scelta per interpretare Betty Shabazz.
Il film è pieno di camei di personaggi illustri, come Nelson Mandela, Ossie Davis, Bill Cosby, Michael Jackson, Janet Jackson, Magic Johnson e Michael Jordan, che appaiono nella sequenza finale, girata in Sudafrica. Inoltre appare in una breve sequenza anche il fondatore delle Pantere Nere, Bobby Seale, nel ruolo di un predicatore. Uno degli agenti dell'F.B.I. è interpretato da John Sayles, celebre regista di film indipendenti.
Ossie Davis recita nel film lo stesso elogio funebre che pronunciò al funerale di Malcolm X.

### Riprese
Le riprese del film iniziarono il 16 settembre 1991 e terminarono quattro mesi dopo, il 26 gennaio 1992.
Il budget del film ammontava a 34 milioni di dollari. Si arrivò a questo budget non per merito della Warner, ma per via di una strategia adottata da Spike Lee. «Non c'erano più soldi per fare il film e io non sono riuscito a trovarne altri, ma mi ricordai che una delle cose che Malcolm aveva detto riguardava la fiducia in se stessi. Così misi giù una lista di banchieri e ricchi afroamericani, in cima alla quale c'era Bill Cosby. Lo chiamai e lui mi rispose: 'Spike, quanto ti serve?'. Lui fu soltanto il primo di un lungo elenco: Magic Johnson, Michael Jordan, Tracy Chapman, Prince e Janet Jackson», dichiarò. Inoltre Lee rinunciò a tre milioni di dollari della sua paga, mentre altri otto milioni e mezzo furono ricavati vendendo i diritti per l'estero alla Larry Gordon's Largo.
Alla fine Lee trovò un accordo con la Warner: il film doveva durare tre ore e venti minuti (mentre Lee aveva prospettato un montaggio definitivo di otto ore), ma la major voleva togliere alcune sequenze ritenute offensive per la maggior parte del pubblico statunitense, come la bandiera che brucia nell'incipit o il pestaggio di King. Lee però fu irremovibile e non rinunciò neanche alle location africane, ritenute di vitale importanza per la riuscita del film.
Una delle prime sequenze che furono girate è quella che apre il film, dopo il prologo con la bandiera. La sequenza dura 12 minuti e costò oltre un milione di dollari. «Volevamo chiarire da subito allo spettatore in quale mondo si trovava. Se devi spendere i soldi, tanto vale farlo all'inizio, in modo che il pubblico capisca immediatamente di essere davanti a un grande film epico», asserì il regista.
Le riprese presentarono alcuni inconvenienti: una macchina andò fuori controllo e si schiantò sul set, in una delle location si aprì all'improvviso una crepa nel pavimento e un operaio ci finì dentro, un altro operaio finì contro una vetrata, inoltre una comparsa venne aggredita e uccisa, e un giornale scrisse erroneamente che era morto uno dei protagonisti del film.
Agli inizi delle riprese sorse un altro problema, che riguardava personalmente Spike Lee: il padre, Bill Lee, fu infatti arrestato per possesso di eroina. Non era la prima volta che il jazzista veniva arrestato, ma quella volta la notizia fece scalpore, poiché Bill Lee aveva tentato di evitare l'arresto dichiarando ai poliziotti di essere il padre del famoso regista Spike Lee. Per Lee fu un duro colpo, in quanto aveva sempre condannato l'uso delle droghe, e adesso l'opinione pubblica conosceva il problema del padre.
Durante le riprese i rapporti tra Spike Lee e il suo direttore della fotografia Ernest Dickerson cominciarono ad incrinarsi. Dickerson aveva appena concluso il suo primo film come regista, e voleva partecipare assolutamente alla lavorazione di Malcolm X. Per questo la post-produzione del film fu allungata di tre settimane. Ma sul set Lee iniziò a scavalcare Dickerson, organizzando le inquadrature senza interpellarlo. Malcolm X fu l'ultima collaborazione tra i due.
Nel dicembre 1991 Lee ottenne, da «coloro che hanno condannato a morte Salman Rushdie», il permesso di girare alla Mecca. Lee, con Denzel Washington e il co-produttore Monty Ross, volò così in Egitto. Per entrare alla Mecca però bisogna essere musulmani, quindi Lee assunse una troupe araba per girare le scene del pellegrinaggio di Malcolm alla Mecca. Rimaneva però il problema di far entrare nella Moschea anche il regista e l'attore protagonista. Lee quindi si convertì all'Islam, ma il fatto rimase segreto per molti anni. In un'intervista alla ABC il regista negò la sua conversione. Per questa dichiarazione, Lee fu citato in giudizio da Jefri Aalmuhammed, che nei titoli di testa del film compare come "consigliere tecnico musulmano". L'accusa intendeva anche dimostrare che Aalmuhammed ha avuto nel film una parte ben più importante di quella dichiarata nei titoli. Sotto giuramento, Lee fu costretto a dichiarare che la conversione all'Islam c'era stata, ma grazie a un tribunale islamico poté negare il tutto. Questo per non avere problemi nel suo lavoro. Il processo si concluse nel 1997, con la vittoria di Spike Lee, e si scoprirono i veri compiti che Aalmuhammed aveva svolto sul set: in quattro mesi indottrinò Denzel Washington al pensiero di Malcolm X, corresse diverse scene del film, inoltre riscrisse la lezione di Elija Muhammad sulle donne e la discussione di Malcolm con il cappellano del carcere, riguardo al colore della pelle di Gesù. Sull'esperienza in Africa Lee raccontò: «Mi ha dato una grande sensazione di fiducia e potere. Soprattutto dopo le menzogne che ci hanno insegnato sul continente nero».

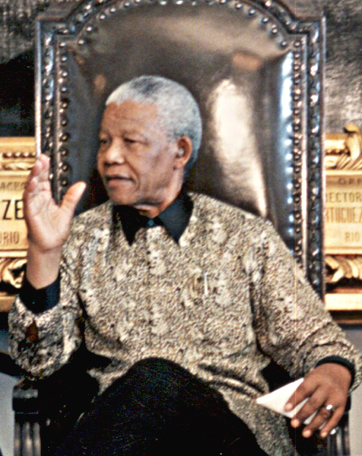
Nelson Mandela appare alla fine del film, citando uno dei più noti discorsi di Malcolm X

Lasciato l'Egitto, Lee si recò in Sudafrica per convincere Nelson Mandela a partecipare al film. Durante il viaggio, l'aereo con a bordo il regista atterrò a Nairobi a causa di un allarme bomba. Molti critici si sorpresero del fatto che Lee, che non aveva mai permesso la distribuzione dei suoi film in Sudafrica e che in Aule turbolente aveva duramente attaccato chi investiva lì, fosse disposto a girare alcune scene in quel paese, ancora dominato dall'apartheid. Il regista si difese dichiarando: «Non sono andato lì per ricevere qualche onorificenza dal governo. Ero lì per filmare Mandela. Noi eravamo ospiti suoi. È stata una giusta decisione». Mandela acconsentì di pronunciare la frase di Malcolm X, ma non la fine (con ogni mezzo necessario), poiché non voleva compromettere la sua situazione in quel momento. Lee decise di chiudere il film in Sudafrica, nel 1992, per dimostrare quanto fosse attuale e significativa l'opera di Malcolm X.

## Colonna sonora
La colonna sonora fu curata dagli abituali collaboratori di Spike Lee, Terence Blanchard e Branford Marsalis. I brani sono i seguenti:
1. Someday We'll All Be Free (Aretha Franklin)
2. Roll 'Em Pete (Big Joe Turner)
3. Flying Home (Lionel Hampton)
4. Stardust (Lionel Hampton)
5. My Prayer (The Ink Spots)
6. Stairway to the Stars (Ella Fitzgerald)
7. The Honeydripper (Joe Liggins and the Honeydrippers)
8. Drop Me Off in Harlem (Ella Fitzgerald)
9. Hamp's Boogie Woogie (Lionel Hampton)
10. Undecided Blues (Count Basie)
11. Don't Cry, Baby (Erskine Hawkins)
12. Big Stuff (Billie Holiday)
13. The Jitters (Count Basie)
14. Feedin' The Bean (Count Basie)
15. I Cover the Waterfront (Miki Howard)
16. Undecided (Ella Fitzgerald)
17. Beans and Cornbread (Louis Jordan)
18. Round and Round (Perry Como)
19. Azure (Ella Fitzgerald)
20. We Shall Overcome
21. Alabama (John Coltrane)
22. That Lucky Old Sun (Just Rolls Around Heaven All Day) (Ray Charles)
23. Arabesque Cookie (Duke Ellington)
24. Shotgun (Jr. Walker and the All Stars)
25. Revolution (Arrested Development)
26. A Change Is Gonna Come (Sam Cooke)

## Promozione
Per pubblicizzare il film furono prodotte magliette, poster, cappellini con la X, giacche, bambole, patatine fritte e tazze da caffè. Uscirono anche la sceneggiatura del film e il diario di lavorazione, intitolato By Any Means Necessary: The Trials and Tribulations of Making Malcolm X (While 10 Million Motherfuckers Are Fucking with You). Il libro inizia con la frase: «Wake Up!» (Svegliatevi!).
L'uscita del film incrementò le vendite dell'Autobiografia di Malcolm X, che venne ristampata per l'occasione con l'aggiunta di una parte dedicata alla lavorazione del film. I poster statunitensi del film raffiguravano una gigantesca X a caratteri cubitali su uno sfondo nero.

## Distribuzione

### Date di uscita
Di seguito sono elencate, in ordine cronologico, le date di uscita e il titolo del film in alcuni stati del mondo. 
- Stati Uniti d'America: Malcolm X, 18 novembre 1992
- Argentina: Malcolm X, 14 gennaio 1993
- Norvegia: Malcolm X, 18 febbraio 1993
- Giappone: Malcolm X, 20 febbraio 1993
- Francia: Malcolm X, 24 febbraio 1993
- Australia: Malcolm X, 4 marzo 1993
- Germania: Malcolm X, 4 marzo 1993
- Finlandia: Malcolm X, 5 marzo 1993
- Regno Unito: Malcolm X, 5 marzo 1993
- Danimarca: Malcolm X, 12 marzo 1993
- Irlanda: Malcolm X, 12 marzo 1993
- Portogallo: Malcolm X, 12 marzo 1993
- Svezia: Malcolm X, 12 marzo 1993
- Italia: Malcolm X, 16 marzo 1993
- Spagna: Malcolm X, 26 marzo 1993
- Brasile: Malcolm X, 9 aprile 1993
- Perù: Malcolm X, 13 maggio 1993

### Edizioni home video
In DVD il film uscì negli Stati Uniti in un'edizione speciale contenente due dischi, nel 2005. L'edizione contiene vari extra, come il commento audio di Spike Lee, Ernest Dickerson, Barry Alexander Brown e Ruth Carter, il making of intitolato By Any Means Necessary: The Making of Malcolm X, dieci scene eliminate dal montaggio finale per un totale di 21 minuti e il documentario del 1972 Malcolm X.
In Italia il film uscì in DVD per la Cecchi Gori Home Video, in un'edizione a due dischi chiamata Collector's Edition. Gli extra presentano un documentario sull'opera di Malcolm X.

## Accoglienza
La prima proiezione del film si svolse per la Warner Bros., lo stesso giorno del verdetto sul caso Rodney King. Lee dichiara nella sua autobiografia: «La prima volta che lo abbiamo mostrato alla Warner fu nel primo giorno della sollevazione di Los Angeles. La situazione era surreale. Sono sicuro che il film non l'abbiano nemmeno visto. Le sorelle e i fratelli bianchi continuavano a guardare nervosamente l'orologio: volevano solo sparire dalla circolazione prima che arrivasse un'orda di negri incazzati a bruciargli lo studio...».
Poco prima che il film uscisse nelle sale cinematografiche statunitensi, la rivista Esquire mise in copertina una fotografia del regista, raffigurato in una posa aggressiva da membro di una gang. Il titolo dell'articolo era: «Spike Lee vi odia a morte, visi pallidi». Lee rimase sconvolto per giorni, e sostenne che l'articolo era «diffamatorio. Se io faccio un film contro il razzismo, qual è il modo più efficace per sminuirlo? Semplice: accusare me di razzismo».
La prima proiezione pubblica del film avvenne il 18 novembre 1992. Alcune polemiche seguirono alle dichiarazioni di Lee, che esortava i ragazzi a marinare la scuola per andare a vedere il suo film. Lee si difese così: «Chi l'ha detto che l'unico luogo di apprendimento sia tra le quattro pareti di un'aula? In quarta elementare il nostro maestro ci ha portato a vedere Via col vento perché stavamo studiando la guerra di secessione. E se era plausibile che io vedessi quel film in quarta elementare, credo proprio che i ragazzi di oggi debbano vedere Malcolm X». Il regista rimase molto sorpreso che le polemiche scoppiarono per questo fatto. «Ero sicuro che mi avrebbero messo in croce per aver bruciato la bandiera americana. Ma nessuno ha mai mosso obiezioni a quella sequenza», dichiarò.
Alla fine del suo percorso, Malcolm X incassò negli Stati Uniti 48.169.910 $, una cifra deludente rispetto al budget e alle aspettative. Il film si posizionò al trentaduesimo posto della classifica annuale degli incassi del 1992, mentre in Italia si posizionò all'ottantottesimo posto della classifica annuale degli incassi. Spike Lee diede la colpa dell'insuccesso alla Warner, rea secondo lui di aver rinunciato a promuovere il suo film per dedicarsi totalmente a Gli spietati, western diretto da Clint Eastwood. Secondo lo scrittore e regista Nelson George l'insuccesso fu dovuto anche all'avvento di altri registi afroamericani, che in quegli anni erano emersi, come John Singleton, Mario Van Peebles, Matty Rich e Charles Burnett.

### Critica

#### Critica internazionale
La critica cinematografica si divise sul film, ma fu unanime nel considerare ottima l'interpretazione di Denzel Washington.
Sul sito Rotten Tomatoes la pellicola ottenne l'89% di recensioni professionali positive, con un voto medio di 7,7 su 10. Negli Stati Uniti il film fu ritenuto imperfetto ma allo stesso tempo importante. La rivista Rumore scrisse: «Malcolm X, per il semplice fatto di essere stato realizzato, è un grande successo. Nonostante i suoi limiti, il film ha la "grandeur" e il piglio del miglior cinema classico». Alcuni critici sottolinearono le diverse omissioni rispetto all'autobiografia, e dichiararono che il personaggio di Malcolm X era stato edulcorato da Spike Lee.
Il critico cinematografico Roger Ebert apprezzò molto il film, scrivendo: «Malcolm X è una delle migliori biografie portate sul grande schermo. Denzel Washington sta al centro del film, in una performance di enorme bravura. Il film è fonte di ispirazione e di istruzione, ed è anche divertente, come deve essere soprattutto un film». Tra le recensioni negative vi fu quella del The New Yorker, che scrisse: «Il film è impersonale e deludente e non fornisce una nuova fresca visione dell'Autobiografia di Malcolm X».

#### Critica italiana
In Italia il film riscosse delle critiche migliori rispetto agli Stati Uniti. Morando Morandini, nel suo dizionario, assegna al film tre stelle e commenta: «Pur con il suo pittoresco stereotipato, i passaggi agiografici, le omissioni strumentali, i manierismi, le astuzie oratorie, il film è un ritratto di un principe, diretto da un direttore d'orchestra che conosce bene la sua musica». Enzo Siciliano scrisse: «Malcolm X è un film di grande oratoria e di grande lusso, cui non mancano sequenze belle e altre impressionanti. Fa premio su tutto un Denzel Washington quanto mai somigliante al vero Malcolm, dapprincipio mobile come un elastico, aggressivo e mordace come un lupo; quindi irrigidito nel misticismo: infine teso e dolente nel carisma del grande leader». Per Fernanda Moneta, autrice della biografia di Spike Lee, il film «non è il migliore realizzato da Spike Lee, ma sicuramente è il più grandioso. Non è una pesante celebrazione, né un'opera didattica, non è un film di propaganda politica, né un'indagine sociologica. È piuttosto la cronaca di un'esperienza di vita, una storia esemplare».

## Riconoscimenti
- 1993 - Premio Oscar
  - Nomination Miglior attore protagonista a Denzel Washington
  - Nomination Migliori costumi a Ruth E. Carter
- 1993 - Golden Globe
  - Nomination Miglior attore in un film drammatico a Denzel Washington
- 1993 - Festival di Berlino
  - Orso d'argento a Denzel Washington
  - Nomination Orso d'oro a Spike Lee
- 1992 - Boston Society of Film Critics Award
  - Miglior attore protagonista a Denzel Washington
- 1992 - Chicago Film Critics Association Award
  - Miglior film
  - Migliore regia a Spike Lee
  - Miglior attore protagonista a Denzel Washington
  - Nomination Miglior attore non protagonista a Al Freeman jr.
- 1992 - National Board of Review Award
  - Migliori dieci film

- 1993 - MTV Movie Award
  - Miglior performance maschile a Denzel Washington
  - Nomination Miglior film
- 1993 - Kansas City Film Critics Circle Award
  - Miglior attore protagonista a Denzel Washington
- 1992 - New York Film Critics Circle Award
  - Miglior attore protagonista a Denzel Washington
- 1993 - Casting Society of America
  - Miglior casting
- 1993 - Southeastern Film Critics Association Award
  - Miglior attore protagonista a Denzel Washington
- 1995 - Image Award
  - Miglior film
  - Miglior attore protagonista a Denzel Washington
  - Miglior attore non protagonista Al Freeman jr.
  - Miglior attrice non protagonista a Angela Bassett

## Collegamenti ad altre pellicole
- Nel 1995 Angela Bassett interpretò nuovamente il ruolo di Betty Shabazz, in Panther, diretto da Mario Van Peebles.
- In Hurricane - Il grido dell'innocenza, diretto da Norman Jewison nel 1999, la fotografia di Malcolm X che il pugile Rubin Carter (interpretato da Denzel Washington) tiene nella sua cella è in realtà una fotografia dello stesso Washington, proveniente dal film Malcolm X.
- Lo stesso Van Peebles interpretò Malcolm X in Alì, film che racconta la vita di Muhammad Ali, diretto da Michael Mann nel 2001.